# Santa Maria (Cap-Vert)
Pour les articles homonymes, voir Santa Maria.
Santa Maria est une localité du Cap-Vert située au sud de l'île de Sal, dans les îles de Barlavento. Elle a le statut de « ville » (cidade) depuis 2010.

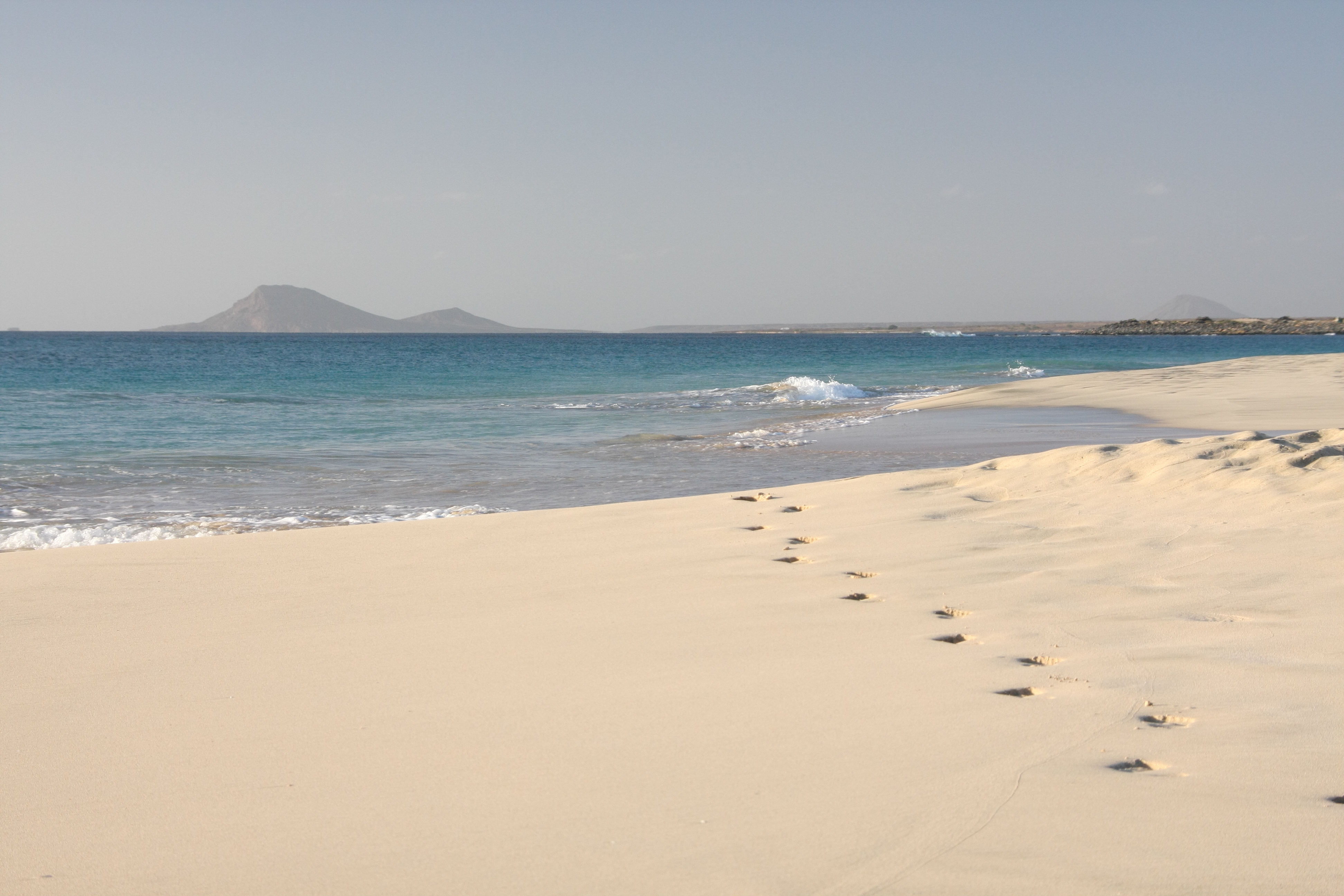
Plage près de Santa Maria.

C'est un haut-lieu du tourisme balnéaire. Santa Maria contribue, dans une large mesure, à la croissance et au développement du pays, dans le secteur du tourisme, étant la ville avec le plus grand nombre d'hôtels, situé à proximité des plus belles plages de l'île.

## Histoire
Santa Maria a été fondée en 1830 pour la production de sel de mer. La production annuelle s'élevait alors à plus de 30 000 tonnes. Un quai a été construit à Ponta de Vera Cruz et une petite voie ferrée acheminait des wagonnets de sel vers le quai de chargement. Le gros de la production était exporté au Brésil, puis cela a cessé brutalement en 1887, quand le Brésil a imposé des taxes d'importation sur le sel pour protéger sa propre production. La ville déclina jusqu'en 1920, puis un investisseur portugais repris la production de sel qui s'étendit jusqu'en 1984. En 1935, Santa Maria passa du statut de village à celui de ville.
En 1967, un industriel belge du nom de Georges Vynckier a ouvert le premier resort de l'île, le Morabeza. Après 1986, le tourisme balnéaire devint la principale activité de l'île et beaucoup d’hôtels furent construits à l'extrémité sud-ouest de l'île, à côté de Santa Maria.